# Dwars door België 1994
La Dwars door België 1994, quarantanovesima edizione della corsa, si svolse il 23 marzo su un percorso di 207 km, con partenza ed arrivo a Waregem. Fu vinta dal belga Carlo Bomans della squadra MG Boys Maglificio-Technogym davanti ai connazionali Marc Sergeant e Ludwig Willems.

## Ordine d'arrivo (Top 10)
| Pos. | Corridore          | Squadra                        | Tempo    |
| ---- | ------------------ | ------------------------------ | -------- |
| 1    | Carlo Bomans       | MG Boys Maglificio-Technogym   | 5h29'00" |
| 2    | Marc Sergeant      | Novemail-Histor-Laser Computer | a 20"    |
| 3    | Ludwig Willems     | MG Boys Maglificio-Technogym   | a 28"    |
| 4    | Rik Van Slycke     | Collstrop-Willy Naessens       | a 2'04"  |
| 5    | Olaf Ludwig        | Telekom                        | a 2'21"  |
| 6    | Peter De Clercq    | Lotto                          | s.t.     |
| 7    | Tristan Hoffman    | TVM-Bison Kit                  | s.t.     |
| 8    | Maarten den Bakker | TVM-Bison Kit                  | s.t.     |
| 9    | Rob Mulders        | Wordperfect                    | a 2'22"  |
| 10   | Chris Peers        | Collstrop-Willy Naessens       | a 9'01"  |